# Росія-К
«Культура» — російський державний телеканал, що входить до складу ВГТРК.
Телеканал спеціалізується на передачах про історію та культуру, пам'ятки архітектури, світ класичної музики. Транслюється багато радянських фільмів різного художнього рівня. Артхаусні фільми демонструються в рубриці «Культ кіно з Кирилом Разлоговим». Телеканал не транслює телевізійну рекламу в її загальному розумінні, але активно анонсує події культурного життя, а також передачі каналу.

## Історія
Канал з'явився 25 серпня 1997 року після Указу № 919 про утворення телеканалу «Культура», який підписав Президент Російської Федерації Борис Єльцин. Дата початку мовлення — 1 листопада 1997 року. До 31 грудня 1997 року називався РТР-2.
На підтримку створення телеканалу виступали Мстислав Ростропович, Дмитро Лихачов. Першим головним редактором став Михайло Швидкий.
З 19 листопада 2009 року головним редактором і директором каналу є Сергій Шумаков. З липня 1998 року по листопад 2009 року головним редактором була Тетяна Паухова.
У другій половині 1990-х телеканал віщав разом з каналом Телеекспо, з кінця 1990-х до середини 2001 року, з осені 2001 року до початку ефіру телеканалу в 10:00 ранку мовить телеканал Євроньюс російською мовою.

## Основні віхи
- 25 серпня 1997 — поява телеканалу «Культура».
- 1 листопада 1997 року початок мовлення телеканалу під назвою «РТР-2», замість ДТРК «Петербург — П'ятий канал» в Москві, на 33 ТВК. В Санкт-Петербург е перший час канал не віщав[4], через відсутність частоти. Пізніше, програми каналу «Культура» в Санкт-Петербурзі тимчасово ретранслювалися телекомпанією «ОТВ» на 49 ТВК[5], до тих пір, поки канал не отримав власну частоту на 29 ТВК.
- 1 січня 1998 року назва каналу змінюється на «Телеканал „Культура“».
- У липні 1998 року головним редактором телеканалу указом Президента РФ призначається Тетяна Паухова.
- У 1999 року на телеканалі проводяться трансляції Чемпіонату світу з фігурного катання.
- 15 вересня 2001 року компанія «телеательє», після розформування НТВ-Дизайну, створює нову символіку для каналу «Культура». Новий логотип — велика буква «К» біля ширяючого триколора.
- З 2 жовтня 2001 року замість каналу «Телеекспо» мережевим партнером стає телеканал «Euronews»[6].
- 17 січня 2006 року головний редактор каналу Тетяна Паухова була призначена директором філії ВГТРК — Державної телевізійної і радіомовної компанії «Культура».
- 19 листопада 2009 року новим головним редактором і директором каналу призначається Сергій Шумаков.
- 1 січня 2010 року телеканал змінює свій логотип на «Росія К», стилізований під нове оформлення ВГТРК[7].

## Критика
У 2012 році на каналі відбувся показ російського циклу псевдодокументальних фільмів, де були озвучені антинаукові судження про існування на Кавказі чотириметрових гігантів, а на Ямалі — підземної цивілізації карликів. Доктор наук Меднікова заявила, що її коментарі були на каналі «Культура» грубо перекручені і у відкритому листі зажадала вирізати з даної продукції всі фрагменти з її участю.

## Програми

### Транслюються
| - | - Academia - Абсолютний слух - Апокриф - Біблійний сюжет - Велика опера - Велика сім'я - Більше, ніж любов - У вашому будинку - Влада факту - Головна роль - Дороги старих майстрів - Живий Всесвіт - Нотатки натураліста з Олександром Хабургаевим - За сімома печатками - Контекст | - Культ кіно\|Культ кіно з Кирилом Розлоговом - Культурна революція - Легенди світового кіно - Лінія життя - Особисте час - Магія кіно - Мій Ермітаж - Спостерігач - Новини культури - Ніч в музеї - Звичайний концерт з Едуардом Ефіровим - Полювання на Льва - Очевидне — неймовірне - Листи з провінції - П'ятий вимір | - Романтика романсу - Саті. Ненудна класика … - Смехоностальгія - Дивимося … Обговорюємо … - Сфери - Театральна літопис - Тим часом - Третьяковка — дар безцінний! - Царське ложе - Чорні діри. Білі плями - Що робити? - Гра в бісер - Поліглот |

### Закриті
| - | - Артпанорама - Століття Російського музею - Вести (1998—2003 роки, в скороченому варіанті) - У музей — без повідця - Вокзал мрії - Уявний музей Михайла Шемякіна - Надбання республіки | - Подув століття - Золотий п'єдестал - Королі пісні з Артемієм Троїцьким - Культтовари - Легенди Царського Села - Люди в моді | - Стан речей - Про арт - Подорожі натураліста - На добраніч, малюки! - Школа лихослів'я |

## Телесеріали
- Чарівник
- Чарівник: Країна великого дракона
- Дитя океану
- Грозове каміння
- Хлопчик в пір'ї
- Загадкові вбивства Агати Крісті (1 сезон)

## Мультсеріали
- Сімсала Грімм
- Ведмедик
- Енді Пенде
- Бінки
- Редволл
- Федір
- Легенда про Білому іклі
- Маленькі Роботи
- Бабалус
- Пригоди сільської миші та міської миші
- Фікс і Фоксі
- Тобі Тотц і його лев
- Картоплини і дракони
- Смішарики
- Казки Андерсена
- Морські пси
- Зоологічний провулок, 64
- Ну, постривай!
- Жили-були… Першовідкривачі
- Госпіталь Хіллтоп
- Жили-були… Шукачі
- Ведмедик Паддінгтон
- Навколо світу з Віллі Фогом
- Пригоди Паддінгтона
- Віллі Фог 2
- Нові пригоди ведмежати Паддінгтона
- Зірковий пес
- Ожинова галявина
- Лунтик
- Барбоскіни
- Срібний кінь
- Вітер у вербах
- Верби взимку
- Звіропорт
- Навколо світу за 80 днів
- Мах і Шебестова на канікулах
- Подорож нерозлучних друзів